# Geoffrey Taylor
Geoffrey Barron Taylor (ur. 4 lutego 1890 w Toronto, zm. 24 kwietnia 1915 w Ieper) – kanadyjski wioślarz i wojskowy, dwukrotny medalista olimpijski.
Studiował na University of Toronto i Kolegium Trójcy Świętej Uniwersytetu Oksfordzkiego.
Wystąpił na igrzyskach olimpijskich w Londynie w 1908 roku, gdzie razem z Gordonem Balfourem, Becherem Gale'em i Charlesem Riddym zdobył brązowy medal w czwórkach bez sternika. Wyprzedzili ich jedynie Brytyjczycy z osad Magdalen College Boat Club i Leander. Ponadto kanadyjska ósemka w składzie: Irvine Robertson, Joseph Wright, Julius Thomson, Walter Lewis, Gordon Balfour, Becher Gale, Charles Riddy, Geoffrey Taylor i Douglas Kertland zdobyła również brązowy medal. Na rozgrywanych cztery lata później igrzyskach olimpijskich w Sztokholmie wystartował w ósemkach, jednak Kanadyjczycy odpadli w eliminacjach.
Po wybuchu I wojny światowej wstąpił do Canadian Expeditionary Force, służąc w stopniu porucznika w 15. Batalionie. Zaginął podczas II bitwy pod Ypres, następnie uznany za zmarłego wskutek zatrucia gazem bojowym. 